# Рад (Требишов)
Рад (слч. Rad) насељено је мјесто са административним статусом сеоске општине (слч. obec) у округу Требишов, у Кошичком крају, Словачка Република.

## Становништво
| Година:    | 1994. | 2004.    | 2014.   | 2024.    |
| ---------- | ----- | -------- | ------- | -------- |
| Број људи: | 522   | 582      | 552     | 479      |
| Разлика:   |       | +11,49 % | -5,15 % | -13,22 % |

| Година:    | 2023. | 2024.   |
| ---------- | ----- | ------- |
| Број људи: | 491   | 479     |
| Разлика:   |       | -2,44 % |

Према подацима о броју становника из 2011. године насеље је имало 552 становника.